# Времена года (мультфильм, 1969)
«Времена года» — советский кукольный мультипликационный фильм Ивана Иванова-Вано и Юрия Норштейна 1969 года, по музыке П. И. Чайковского: пьесы «Осень» и «Тройка» из фортепианного цикла «Времена года». В мультфильме в изобразительном решении были использованы кружева и вятская игрушка.

Верный идее гармоничного сочетания в мультипликации музыкальной классики и народного изобразительного искусства, И. Иванов-Вано ставит «Времена года», стремясь в поэтических пейзажах из кружев, в стилистике вятских игрушек, в национальном орнаменте и ярких красках ярмарочной карусели, найти пластическое соответствие музыке П. Чайковского.— С. В. Асенин

## Награды
Мультфильм «Времена года» был награждён на кинофестивале:
- 1970 — Серебряный пеликан — III МФ анимационных фильмов в Мамайе (Румыния).[2]

Режиссёр Иван Петрович Иванов-Вано удостоен:
- Государственная премия РСФСР имени братьев Васильевых (1970) — за мультипликационные фильмы «В некотором царстве» (1957), «Левша» (1964), «Времена года» (1969).

## Сюжет
В мультфильме под замечательную музыку П. И. Чайковского ведётся история о молодой влюблённой паре и её переживаниях в каждое время года. Цветущей весной их ждёт встреча друг с другом, а знойным летом радость каждому моменту вместе. Осенью приходит время расставания, а зимой долгожданное воссоединение. Каждый из этих промежутков показывает внутреннюю психологию героев, их разные между собой отношения. Одновременно через действия героев передаются народные мотивы русских традиционных сезонных развлечений и празднований и несравненная красота русской природы.

## Создатели
- сценарий и постановка — Ивана Иванова-Вано
- режиссёр — Юрий Норштейн
- художники-постановщики: Марина Соколова, Вячеслав Наумов
- оператор — Владимир Саруханов
- звукооператор — Борис Фильчиков
- монтажёр — Надежда Трещёва
- редактор — Наталья Абрамова
- художники-кукловоды: Юрий Норштейн, Владимир Пузанов
- куклы и декорации выполнили: М. Спасская, В. Калашников, Галина Геттингер, Олег Масаинов, Павел Гусев, Ирина Максимова, Екатерина Дарикович, Александр Рожков, Светлана Знаменская, Марина Чеснокова (в титрах указана как «Р. Чеснокова»), В. Куранов
- под руководством — Романа Гурова
- директор картины — Натан Битман